# Rafael Villagómez
Rafael Villagómez (León, 10 de novembro de 2001) é um automobilista mexicano que atualmente compete no Campeonato de Fórmula 2 da FIA com a equipe Van Amersfoort Racing. Ele venceu a competição da Richard Mille Young Talent Academy em 2019.

## Carreira

### Campeonato de Fórmula 3 da FIA
Em 3 de fevereiro de 2021, foi anunciado que Villagómez havia sido contratado pela equipe HWA Racelab para a disputa do Campeonato de Fórmula 3 da FIA de 2021.

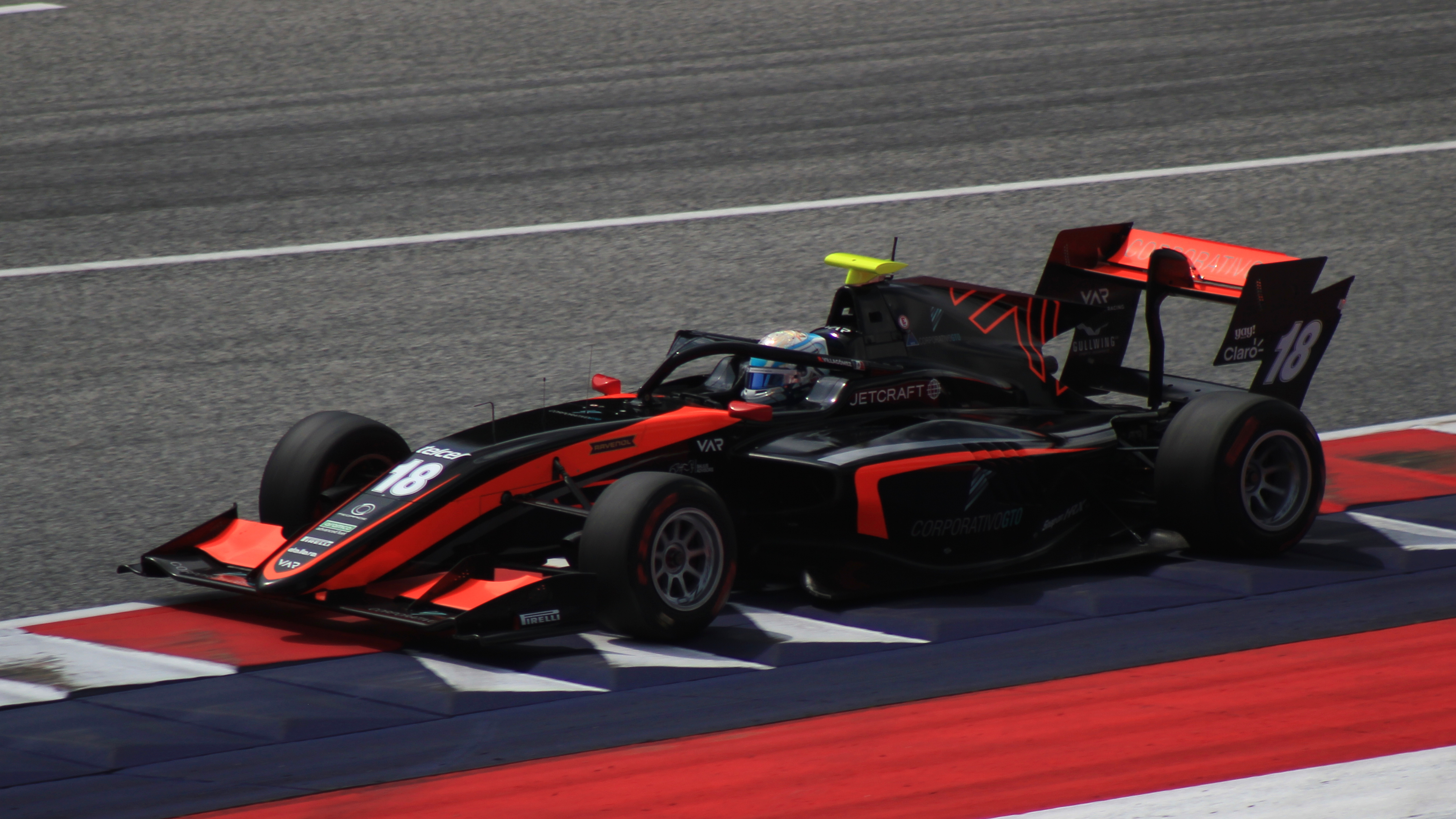
Villagómez no Red Bull Ring em 2023

Ele permaneceu com a equipe, que foi transformada na Van Amersfoort Racing, para as disputas das temporadas de 2022 e 2023. Em seu primeiro ano na equipe neerlandesa, foi companheiro do argentino Franco Colapinto e do nipo-americano Reece Ushijima. Villagómez pontuou pela primeira vez com um nono lugar em Ímola. Foi sua única corrida na zona de pontuação, e ele terminou o ano em 25º, bem abaixo de seus companheiros.
Na temporada seguinte, recebeu o brasileiro Caio Collet e o australiano Tommy Smith na VAR. Só pontuou na última rodada em Monza, com dois décimos lugares que o colocaram mais uma vez na 25ª posição, sendo superado por Collet, nono colocado, por ampla margem, mas ficando acima de Smith, que não pontuou.

### Fórmula 2
Villagómez foi convidado a participar dos testes de pós-temporada da Fórmula 2 de 2022 com a equipe Van Amersfoort Racing. Porém, ele permaneceu com a equipe na disputa do Campeonato de Fórmula 3 da FIA.
Em janeiro de 2024, foi anunciado que Villagómez avançaria para a Fórmula 2 com a equipe Van Amersfoort Racing para a disputa da temporada de 2024, fazendo parceria com o brasileiro Enzo Fittipaldi. Pontuou quatro vezes, tendo como melhor resultado um sétimo lugar na corrida longa da Austrália. Somou 13 pontos, se colocando na 24ª posição, bem distante do companheiro Fittipaldi, que não fez a temporada completa.
Villagómez permaneceu com a Van Amersfoort para a temporada de Fórmula 2 de 2025, em parceria com o graduado da GB3, John Bennett.